# 少林寺 (大分市)
少林寺（しょうりんじ）は、大分県大分市大字木上にある臨済宗妙心寺派の寺院である。山号は千歳山。

## 沿革
鎌倉時代中期の文永年間（1264年 - 1275年）に、大友氏家臣の河村新五郎によって、王厳を開山として創建されたと伝えられる。
後に廃絶したが、江戸時代初期の寛文年間（1661年 - 1673年）に、妙徳禅師によって再興された。現存する本堂は明和2年（1765年）に建立されたものである。江戸時代にはこの寺のある地域は熊本藩の所領であり、藩主細川氏は参勤交代の折にこの寺に立ち寄るのを恒としていたという。

## 境内
本堂裏の石窟内に5基の板碑がある。
境内には北原白秋の歌碑がある。白秋の3番目の妻で大分出身の菊子は、かつての少林寺の住職の母と大分第一高等女学校の同窓であった。この歌碑にはその縁で白秋夫妻がこの寺を訪れた際に詠んだ「山かげのここのみ寺のかえるでは ただあをあをし松にまじりて」という歌の白秋による自筆が刻まれている。なお、白秋の2番目の妻江口章子も大分県出身で、大分第一高等女学校の前身である大分高等女学校に通っていた。章子は白秋と離別した後、この寺にしばらく寄宿し、22首の歌を残している。

## 交通
- 大分バス 木の上・塚野温泉入口・今畑・今市行きで、少林寺前停留所下車、徒歩約3分[1]。